# Listă de filme românești din 2018
Aceasta este o listă de filme românești din 2018:

## Lista
| Premiera                                             | Titlu                                                      | Studio/Distribuitor                                                                                | Distribuție, echipa tehnică | Gen                       | Ref.              |
| ---------------------------------------------------- | ---------------------------------------------------------- | -------------------------------------------------------------------------------------------------- | --- | ------------------------- | ----------------- |
| 30 august                                            | Donbass                                                    | Coproducție MA.JA.DE EN, Arthouse Traffic, JBA Production, Graniet Film, Wild At Art, Digital Cube | Sergei Loznitsa (regizor), cu Valeriu Andriuță, Evgeny Chistyakov, Georgiy Deliev, Vadim Dubovsky, Konstantin Itunin | Dramă, război             | [ 2 ]             |
| 23 octombrie                                         | Distanța dintre mine și mine                               | HI Film Productions, Rollercoaster PR, TVR                                                         | Mona Nicoară (regizor), Dana Bunescu (regizor), cu Nina Cassian | Documentar                | [ 4 ]             |
| 5 noiembrie                                          | Moromeții 2                                                | Libra Film Productions                                                                             | Stere Gulea (regizor); cu Horațiu Mălăele, Dana Dogaru, Paul Ipate | Dramatic                  | [ 5 ] [ 6 ]       |
| 17 iunie 2017 (Shanghai) 23 februarie 2018 (România) | Scurtcircuit                                               | Nerv Film / Cinemagix ID                                                                           | Regia: Cătălin Saizescu; cu Maruca Băiașu, Manuel Nicolae, Oana Ștefănescu, Magda Catone, Georgiana Saizescu, Constantin Florescu, Nicodim Ungureanu, Paula Chirilă, Adrian Hostiuc, Valentin Popescu, Iulian Enache, Adrian Văncică, Dorel Vișan, Maia Morgenstern, Ionel Mihailescu, Doru Ana și Claudiu Bleonț | Dramatic, istoric         | [ 7 ] [ 8 ] [ 9 ] |
|                                                      | Caisă                                                      | Transilvania Film                                                                                  | Regia: Alexandru Mavrodineanu | documentar                | [ 10 ]            |
|                                                      | În pronunțare                                              | Bomb Film Production                                                                               | Regia: Mihaela Popescu; cu Dorotheea Petre, Cuzin Toma, Olimpia Melinte | Dramă                     | [ 11 ]            |
|                                                      | Pup-o, mă!                                                 | Videomix                                                                                           | Regia: Camelia Popa; cu Constantin Cotimanis, Cosmin Seleși, Catalina Grama, Alexandru Pop | Comedie                   | [ 12 ]            |
| 19 octombrie 2018                                    | Secretul fericirii                                         | Movie Production Entertainment                                                                     | Regia: Vlad Zamfirescu; cu Vlad Zamfirescu, Irina Velcescu, Theo Marton | Comedie, dramă            | [ 13 ] [ 14 ]     |
|                                                      | Alice T.                                                   | | Regia: Radu Muntean; cu Ela Ionescu, Bogdan Dumitrache, Teodor Corban, Șerban Pavlu, Maria Popistașu, Cristine Hămbășeanu, Andra Guti |                           | [ 15 ]            |
|                                                      | Coborâm la prima                                           | | Regia: Tedy Necula |                           | [ 16 ]            |
|                                                      | Un om la locul lui                                         | | |                           |                   |
|                                                      | Lemonade                                                   | | |                           |                   |
|                                                      | Povestea unui pierde-vară                                  | | |                           |                   |
|                                                      | „Îmi este indiferent dacă în istorie vom intra ca barbari” | | Regia: Radu Jude; cu: Ioana Iacob, Alexandru Dabija, Alex Bogdan | dramă                     | [ 17 ]            |
|                                                      | România neîmblânzită                                       | | | documentar                |                   |
| 7 octombrie                                          | Un prinț și jumătate                                       | Mandragora                                                                                         | Regia: Ana Lungu; Cu: Iris Spiridon, Marius Manole, István Teglas | dramă                     | [ 18 ]            |
| 22 iunie                                             | Câteva conversații despre o fată foarte înaltă             | Transilvania Film                                                                                  | Regia: Bogdan Theodor Olteanu; Cu: Silvana Mihai, Florentina Năstase | dramă, romantic, dragoste | [ 19 ]            |